# Özlem Tokaslan
Özlem Tokaslan (Smirne, 13 novembre 1973) è un'attrice turca, nota per aver interpretato il ruolo di Mevkibe Aydin nella serie DayDreamer - Le ali del sogno (Erkenci Kuş).

## Biografia
Nata nel 1973 a Smirne (Turchia), Özlem Tokaslan durante gli studi universitari ha deciso di intraprendere la carriera di recitazione. Ha studiato presso il conservatorio statale dell'Università di Anadolu a Eskişehir. Nel 2009 e nel 2010 ha fatto la sua prima apparizione come attrice con il ruolo di Raziye nella serie Ömre bedel. Nel 2011 ha ricoperto il ruolo di Mahinur nella serie Zehirli Sarmasik. L'anno successivo, nel 2012, ha recitato nel film Yabanci diretto da Filiz Alpgezmen.
Dal 2012 al 2014 ha interpretato il ruolo di Hayriye nella serie Dila Hanim. Nel 2014 e nel 2015 è entrata a far parte del cast della serie Güzel Köylü, nel ruolo di Dudu Alkan. Nel 2016 ha ricoperto il ruolo di Üzerlik nel film Stacchiamo la spina (Dedemin Fisi) diretto da Meltem Bozoflu. Nello stesso anno ha interpretato il ruolo di Sonay nel film Görümce diretto da Kivanç Baruönü.
Nel 2016 e nel 2017 è stata scelta per interpretare il ruolo di Yildiz Sarihan nella serie No: 309, in cui ha recitato insieme all'attrice Demet Özdemir. Nel 2017 ha ricoperto il ruolo di nel film Bütün Saadetler Mümkündür diretto da Selman Kiliçaslan. Nel 2017 e nel 2018 ha intrepretato il ruolo di Sitare nella serie Ufak Tefek Cinayetler. Nel 2018 e nel 2019 è stata scelta per interpretare il ruolo di Mevkibe Aydın nella serie DayDreamer - Le ali del sogno (Erkenci Kuş), insieme agli attori Can Yaman e Demet Özdemir.
Nel 2021 ha fatto parte del cast della serie Kanunsuz Topraklar, nel ruolo di Saniye. Nello stesso anno ha ricoperto il ruolo di Sürme nel film Hai mai visto le lucciole? (Sen Hiç Ates Böcegi Gördün Mü?) diretto da Andaç Haznedaroglu. Nel 2022 ha ricoperto il ruolo di Hamiyet nella serie Kusursuz Kiracı e preso parte alla serie Modern Kadin, seguite nel 2023 dalla serie Rumi. Nel 2023 e nel 2024 ha ricoperto il ruolo di İlknur Gülsoy nella serie Tradimento (Aldatmak). Nel 2024 è apparsa nella serie Un coro di applausi (Kuvvetli Bir Alkış). Nel 2025 ha impersonato il ruolo di Perihan nel film Aşkın Dünkü Çocukları diretto da Levent Onan.

## Vita privata
Dal 2015 è sposata con Haluk Sarıbaş.

## Filmografia

### Cinema
- Yabanci, regia di Filiz Alpgezmen (2012)
- Stacchiamo la spina (Dedemin Fisi), regia di Meltem Bozoflu (2016)
- Görümce, regia di Kivanç Baruönü (2016)
- Bütün Saadetler Mümkündür, regia di Selman Kiliçaslan (2017)
- Hai mai visto le lucciole? (Sen Hiç Ates Böcegi Gördün Mü?), regia di Andaç Haznedaroglu (2021)
- Aşkın Dünkü Çocukları, regia di Levent Onan (2025)

### Televisione
- Ömre bedel – serie TV, 57 episodi (2009-2010)
- Zehirli Sarmasik – serie TV, 12 episodi (2011)
- Dila Hanim – serie TV, 62 episodi (2012-2014)
- Güzel Köylü – serie TV, 53 episodi (2014-2015)
- No: 309 – serie TV, 65 episodi (2016-2017)
- Ufak Tefek Cinayetler – serie TV, 13 episodi (2017-2018)
- DayDreamer - Le ali del sogno (Erkenci Kuş) – serie TV, 51 episodi (2018-2019)
- Kanunsuz Topraklar – serie TV, 3 episodi (2021)
- Kusursuz Kiracı – serie TV, 6 episodi (2022)
- Modern Kadin – serie TV (2022)
- Rumi – serie TV (2023)
- Tradimento (Aldatmak) – serie TV, 54 episodi (2023-2024)
- Un coro di applausi (Kuvvetli Bir Alkış) – serie TV, 1 episodio (2024)

## Doppiatrici italiane
Nelle versioni in italiano dei suoi film e delle sue serie TV, Özlem Tokaslan è stata doppiata da:
- Anna Cugini[25] in DayDreamer - Le ali del sogno[26], Tradimento